# 威斯特法倫王國
威斯特法伦王国是一個1807年-1813年間在現時德國境內存在的國家。雖然官方上威斯特法伦是一個獨立王國，但實際上卻是法國的附庸國，由拿破崙的弟弟熱羅姆·波拿巴統治。雖然王國有「威斯特法伦」一詞，但王國只擁有這地區的一小部分。
威斯特法伦王国是由西元1807年普魯士王國於提爾西特條約中割讓的領土、馬德堡公國、前漢諾威選候國、不倫瑞克-呂訥堡公國和黑森等選候國所組成。王国的首都是卡塞爾，國王居住於威廉高地王宮，入住後改名為拿破崙高地王宮。王国亦是萊茵邦聯的一員。 
為了成為拿破崙的「模範國家」，政府重新編寫了一部憲法，而且進行了一連串的社會改革，包括取消農奴制、容許私人企業、推行拿破崙法典、以及度量衡改為公制等等。在拿破崙征服之前，言論自由仍然受到剝削、而且政府亦有一套審查制度監察人民。而王国必須向拿破崙提供士兵和財政支援以協助戰爭，因此造成了很大的經濟負擔。
西元1813年9月俄軍哥薩克騎兵包圍卡塞爾，完全擊潰法軍並重奪該城。10月1日哥薩克騎兵完全征服了整個王國，但三日後国王熱羅姆·波拿巴帶領法軍回歸，並預備重奪卡塞爾。接著黑森-卡塞爾選帝侯威廉一世很快到達，而哥薩克騎兵亦再次圍困該城。隨着拿破崙1813年10月19日在萊比錫戰役中的失敗，俄軍宣佈王國瓦解，而且回復至1806年時的狀態。

## 國徽
王国的國徽反映了各被合併的領土。左上角展示了象徵威斯特法伦的銀色馬；右上角的三隻黑森獅子象徵迪茨、尼達與卡岑奈倫博根三縣；左下角展示象徵著新規劃，並未正式命名、馬德堡附近一帶的地區；而右下角則象徵布倫瑞克、迪普霍爾茨、呂訥堡和羅德堡四城。 
在盾的四周是威斯特法伦的王冠和代表法國的大鷹。上方是代表拿破崙的一顆星。交叉的權杖是拿破崙紋章的特徵。 

## 其他連結
- 威斯特法伦王国[]
- 2008年黑森國家展覽